# Интернационале Торино
Интернационале Торино или Интернационален футболен клуб Торино е несъществуващ вече футболен клуб от град Торино, Италия. Интернационале Торино е един от първите италиански футболни клубове.

## История
През 1887 г. в Торино е създаден Футболен и крикет клуб Торино, а през 1889 г. – Нобили Торино, първия изцяло футболен клуб в Торино. През 1891 г. двата клуба се сливат в един и по този начин дават началото на Интернационале Торино. Новият отбор използва цветовете на Нобили Торино и играе с жълто-черни раирани екипи.

### Италиански футболен шампионат
През 1898 г. заедно с Дженоа от Генуа и още два торински отбора – ФБК Торинезе и Гимнастика Торино, Интернационале Торино участва в първия шампионат по футбол на Италия, като всичките мачове се играят в един ден. На 8 май сутринта се изиграва първият мач за италианско първенство – Интернационале побеждават Торинезе с 1:0 в единия полуфинал, а в другия, проведен 2 часа по-късно, Дженоа побеждава Гимнастика с 2:1. Веднага след него се играе мач за третото място между Торинезе и Гимнастика, но няма данни за крайния резултат от двубоя. В 15:30 се изиграва и финалът между Интернационале и Дженоа. Двата отбора завършват наравно – 1:1, а след продължения печели Дженоа с 2:1.
През следващата година мачовете се провеждат отново измежду същите 4 отбора, този път играни през 7 дeнa. Интернационале побеждава Гимнастика и отново играе финал с Дженоа, но отново губи – с 1:3.
През 1900 г. Интернационале се обединява с ФБК Торинезе и новосформираният клуб запазва името на Торинезе. В новия шампионат участие взимат общо 5 отбора – Торинезе, Ювентус, Гимнастика Торино, Милан и Дженоа. На финала играят Торинезе и Дженоа, като за трети пореден път шампион става отборът от Генуа. През 1906 г. част от футболистите на клуба напускат и се присъединяват към новосформирания ФК Торино, като поради недостиг на играчи Торинезе прекратява съществуването си.